# Azor (film, 2018)
Az Azor 2018-ban bemutatott erza nyelvű játékfilm. A film forgatókönyvét Alekszandr Ucsevatkin írta. Az alkotás az ősi erza lovagok legendájának filmadaptációja. A film a szaranszki, a moszkvai, a szentpétervári és a németországi erzák adományainak köszönhetően készült el. A költségvetés 3 millió 750 ezer rubel volt.

## Történet
1237-ben mongolok érkeztek az erzák által lakott földre. A főszereplő, a fiatal Azor, egy erdőben találkozott egy mongol portyázó csapattal, akik elől nem sikerült elrejtőznie, az idegenek elfogják. Azor nem hajlandó csatlakozni a hódítókhoz, és menekülés közben egy mongol íjász nyílvesszője megsebesíti. Súlyos sebe ellenére eljut a szülőfalujába, ahol szemtanúja lesz annak, hogyan pusztítanak el mindent a portyázók. A helyi lakosokat kirabolják, a többségüket meggyilkolják. A sebesült Azornak egy helyi gyógyítónő menti meg az életét. A fiatalember felépülve útnak indul, és megkeresi Purgaz herceget, aki megbízza egy fontos feladattal. Az egész nép sorsa függ attól, hogy Azar sikerrel jár-e.

## Szereplők
- Azor – Pavel Mihajlov
- Jurtai – Ivan Bojarkin
- Purgaz – Vjacseszlav Gagarin
- Kemay – Alekszandr Makolov
- Aris – Gennagyij Kitaikin
- Inevat – Andrej Averjanov
- Kudash – Andrej Ladjaskin
- Dorai – Jevgenyij Troskin
- Kelemas – Jevgenyij Komkin
- Kirdyava – Rajsza Vodiasova

## A bemutató
A premierre 2018. október 10-én Mordvinföld fővárosában, Szaranszkban került sor. Ezt követően a filmet Finnországban és Észtországban az eredeti változatban mutatták be: erza nyelven, finn és észt felirattal.

## Képgaléria

Fényképek a filmforgatásról
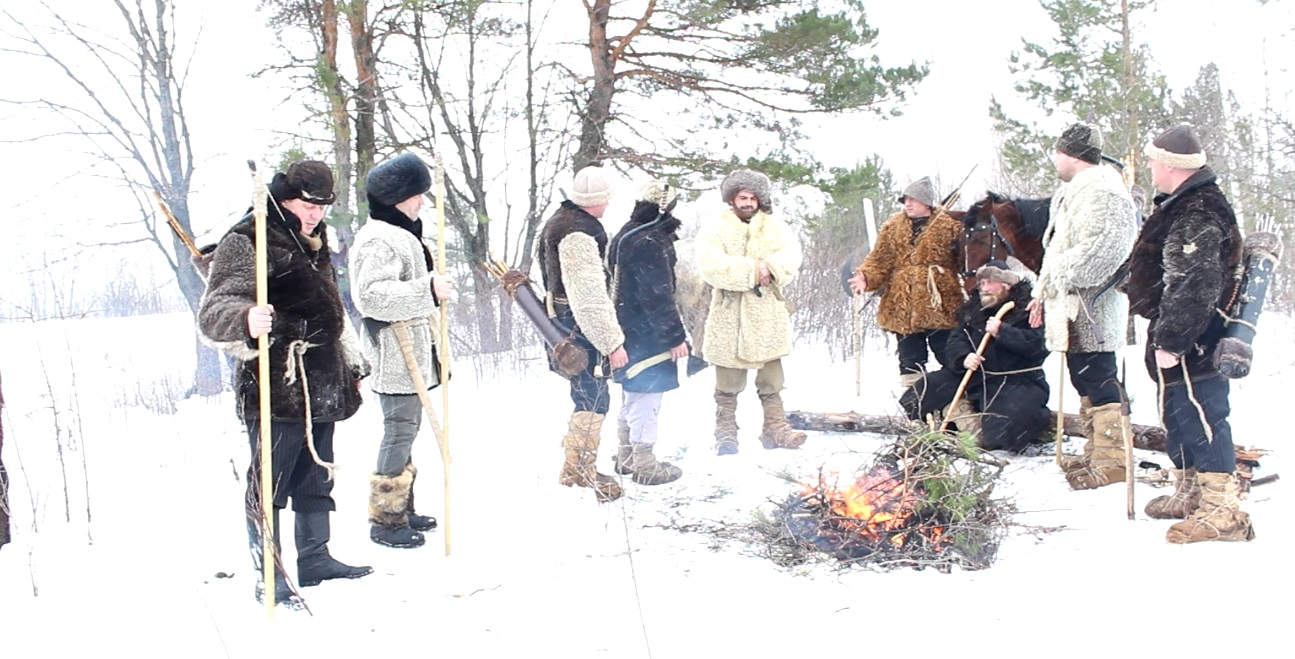
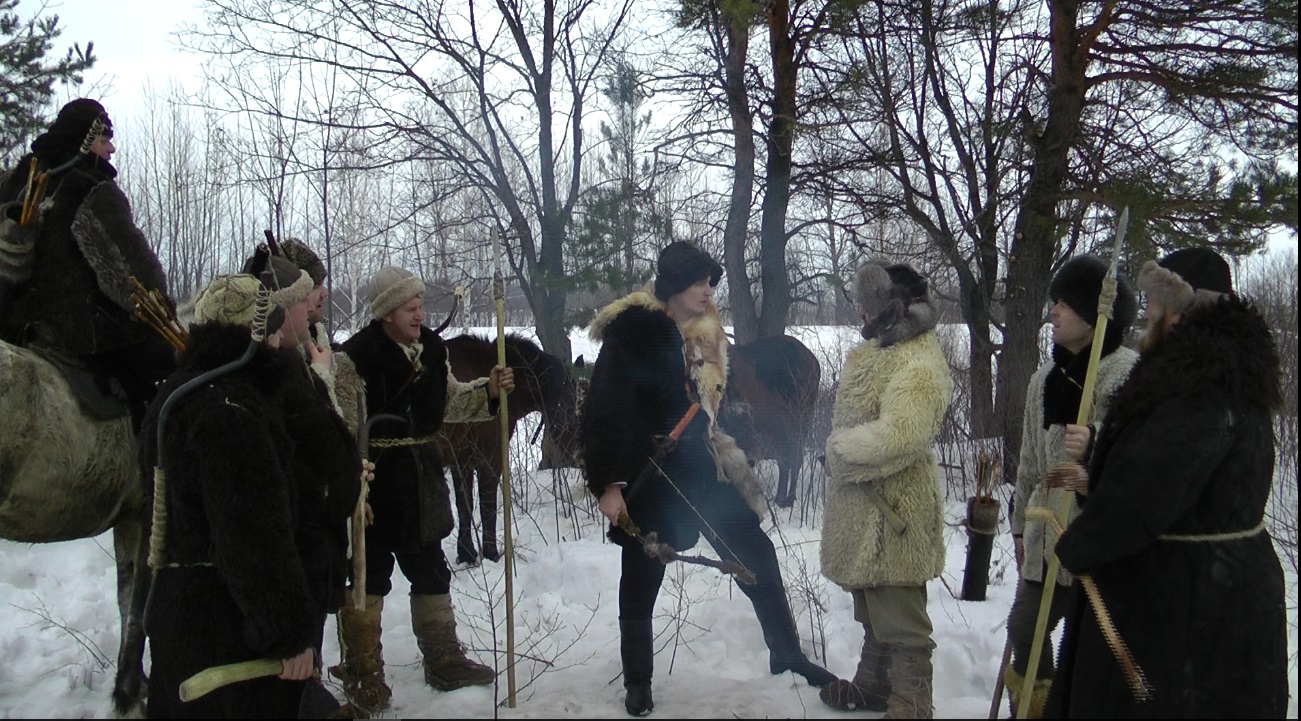
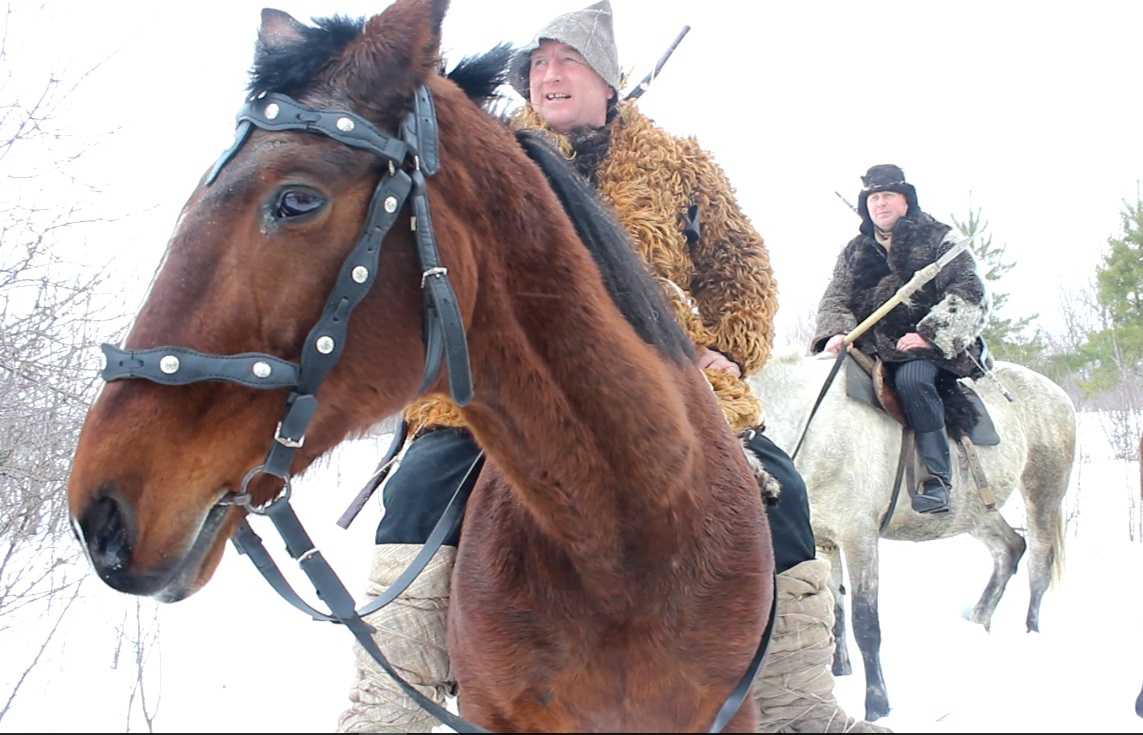
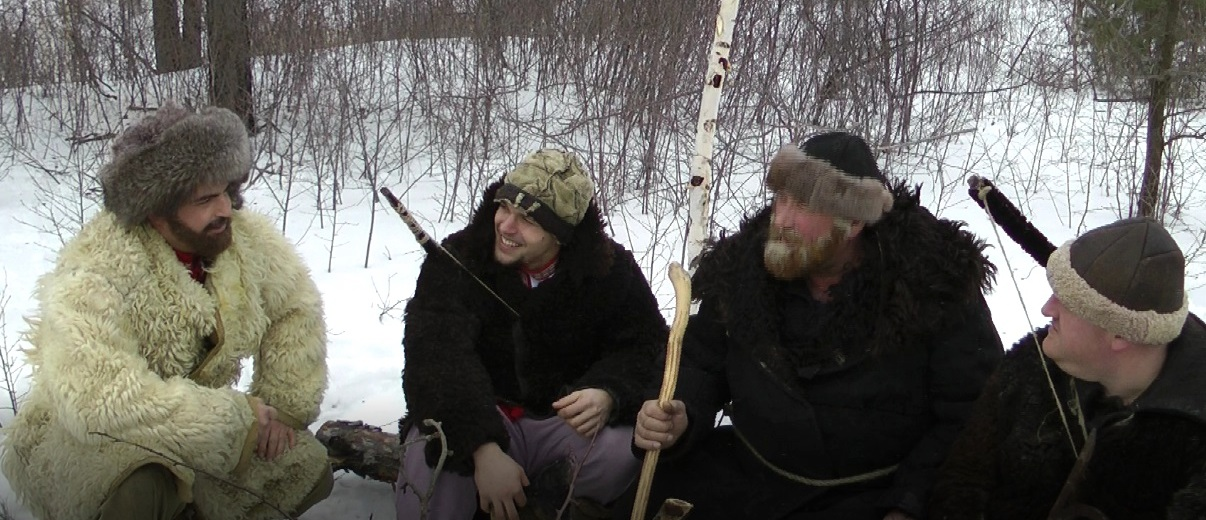

## Fordítás
- Ez a szócikk részben vagy egészben  az   Azor (film) című lengyel Wikipédia-szócikk ezen változatának fordításán alapul.  Az eredeti cikk szerkesztőit annak laptörténete sorolja fel. Ez a jelzés csupán a megfogalmazás eredetét és a szerzői jogokat jelzi, nem szolgál a cikkben szereplő információk forrásmegjelöléseként.